# Microsoft Media Server
 (septembre 2020).
Si vous disposez d'ouvrages ou d'articles de référence ou si vous connaissez des sites web de qualité traitant du thème abordé ici, merci de compléter l'article en donnant les références utiles à sa vérifiabilité et en les liant à la section « Notes et références ».
Microsoft Media serveur (MMS) est le nom du protocole réseau de streaming propriétaire de Microsoft. 
MMS utilise le port par défaut 1755 sur UDP/TCP. Il n'est plus supporté par Microsoft depuis 2008 en raison de son remplacement en 2003 par le protocole RTSP qui utilise le port 554 sur UDP/TCP.
La connexion à un serveur mms (mms://URL") par le lecteur window media 9,10,11 passe par un test de différents protocoles (mms, rtsp, udp, tcp).
Depuis plusieurs années, des développeurs de SDP multimédia ont essayé une retro ingienerie sur le protocole MMS et ont publié une documentation non officielle et non maintenue après la publication en février 2008 par Microsoft des spécifications du protocole.

## Programmes supportant MMS
- Windows Media Services
- Media Player Classic
- Windows Media Player
- Winamp
- SDP Multimedia (en)
- MPlayer
- mpv (media player) (en)
- Amarok
- foobar2000
- Kaffeine
- VLC media player
- MiMMS (en)
- Songbird
- mmsrip (en)
- Xine
- Flashget
- Hidownload (en)
- SUPER
- Spider Player (en)
- Totem
- Flip4Mac (en)
- XMMS2
- Rhythmbox
- Unreal Media Server (en)
- Screamer Radio
- RealPlayer
- Screamer Radio
- RealPlayer